# Karl Venier
Karl Venier (auch Carl Venier, * 20. Mai 1812 in Altenberg, Böhmen; † 16. September 1876 in Klösterle an der Eger) war ein Pionier der böhmischen Porzellanindustrie und Erfinder eines Porzellanbrennofens mit Gasfeuerung.

## Leben
Karl Venier war der Sohn des späteren Schuschitzer Forstmeisters Franz Venier (* um 1780, † vor 1848 in Selurschitz(?) bei Tschaslau) und dessen Ehefrau Ludmilla geb. Klofetz (* um 1780 in Podiebrad). Er studierte von 1828 bis 1831 am Polytechnischen Institut in Prag Geometrie, Stereometrie, Trigonometrie. Statik, Mechanik, Wasser- und Straßenbaukunst mit vorzüglichem Erfolg. 1841 erhielt er vom Universitätsuhrmacher an der k.k. Sternwarte in Prag ein Diplom.
In der Thun´schen Herrschaft in Schuschitz bei Tschaslau erhielt er eine erste Berufstätigkeit, wurde 1836 Kassier in der herrschaftlich Thun´schen Porzellanfabrik in Klösterle an der Eger und wurde 1848 deren selbstständiger Leiter. Er machte die Fabrik konkurrenzfähig, errichtete eine neue Massenmühle, eine Kapselmühle, achtete auf sorgfältig gereinigte Porzellanerde, bessere Ausbildung der Porzellanmaler und erreichte die Produktion von hochwertigem Porzellan, das zahlreiche Prämien erhielt. 1850 wurde Karl Venier zum Direktor ernannt. Ihm gelang die Erfindung eines neuartigen Brennofens mit Gasfeuerung für die Porzellanherstellung. Die Thun´sche Fabrik wurde 1862 auf Gasfeuerung umgestellt. Damals lebten er und seine Familie in Böhmisch Wiesenthal, wo ihm 1842 im Haus Nr. 214 der Sohn Christian Leopold Venier geboren wurde, dessen Mutter Christine, geborene Bayer 1818 in Klösterle Nr. 62 geboren wurde.
Im Archiv der Staatlichen Porzellan-Manufaktur in Meißen ist einer seiner Probeteller vom 19. Mai 1864 erhalten.